# Super 1600
Super 1600 é uma fórmula para carros de rali que é usada principalmente no Campeonato Mundial de Rali Júnior, bem como de vários campeonatos nacionais de rali.

## Homologações S1600
Esta tabela mostra ao mais notáveis carros s1600 que já foram usados para competições de nível internacional:

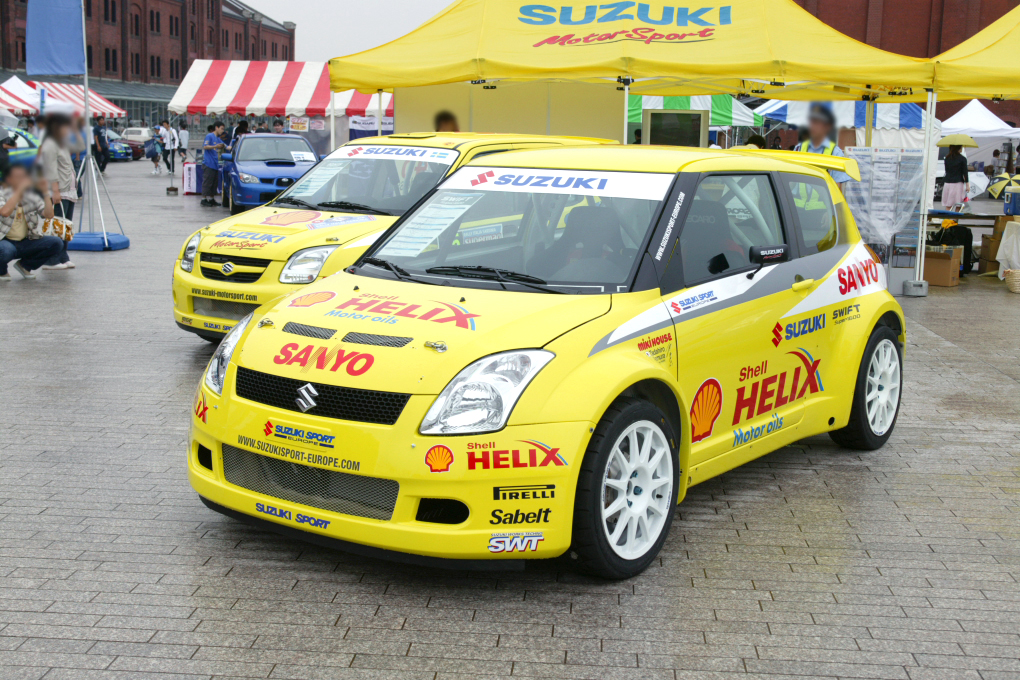
Suzuki Swift Super 1600 '05

| Empresa    | Modelo | Vitórias no JWRC |
| ---------- | ------ | ---------------- |
| Citroën    | Saxo   | 10               |
| Citroën    | C2     | 9                |
| Suzuki     | Ignis  | 9                |
| Renault    | Clio   | 7                |
| Suzuki     | Swift  | 4                |
| Fiat       | Punto  | 2                |
| Ford       | Puma   | 1                |
| Volkswagen | Polo   | 1                |